# Északi-Fríz-szigetek
Az Északi-Fríz-szigetek (dánul Nordfrisiske Øer, németül Nordfriesische Inseln) Németországban és Dánia nyugati partvidékén található szigetvilág. Az Északi-tenger délkeleti partvidékén húzódik.

## Leírása
A Dánia délnyugati és Németország északnyugati szigetvilágát alkotó Északi-Fríz-szigetek az árapály szerint változtatják jellegüket, s az a mondás járja róluk, hogy „apály idején csupán dombok a homokban, és csak dagály esetén szigetek”, s e jellemzés is csak azokra vonatkozik, melyek árapálysíkságon is elérhetők.

## Főbb szigetei
- Pellworm, mely viszonylag távolabb van a parttól. Területe 38 négyzetkilométer, lakosainak száma 1700 körüli.
- Hooge, mindössze 500 hektár nagyságú szigetecske.
- Amrum – 10 km hosszú és 3 km széles. Négy faluja: Wittdün, Steenodde, Nebel és Norddorf, melyekben kb. 300-an élnek.
- Föhr – a parttól 11 km-re, Amrum és Sylt között fekszik.
- Sylt – Németország legnagyobb északi-tengeri szigete, 38 km hosszú és 93 négyzetkilométer területű.
- Nordstrand - 10 km hosszú és 2 km széles sziget, lakóinak száma 3000 fő körüli. A szigetet 8 méter magas gát védi a viharos tenger pusztításától. Nordstrand az egykori Strand-sziget maradványa, amelyet 1362-ben szökőár szakított szét, majd 1634-ben ismét természeti katasztrófát élt át, így alakult ki a környék tagoltabb szigetvilága.
- Fanø - egy dán sziget az Északi-tenger partjainál Délnyugat-Dániában, a dán Watt-tenger legészakibb szigete.
- Mandø - a dán Watt-tenger egyik szigete Jütland délnyugati partján. A dán Watt-tenger az Északi-tenger része. A sziget területe 7,63 négyzetkilométer (2,95 négyzet mérföld) lakosainak száma 62 fő. A sziget körülbelül 12 km-re (7 mérföld) délnyugatra található, az ősi Ribe városától.
- Rømø -

## Nevezetességek
- Madárvédelmi területei

## Galéria

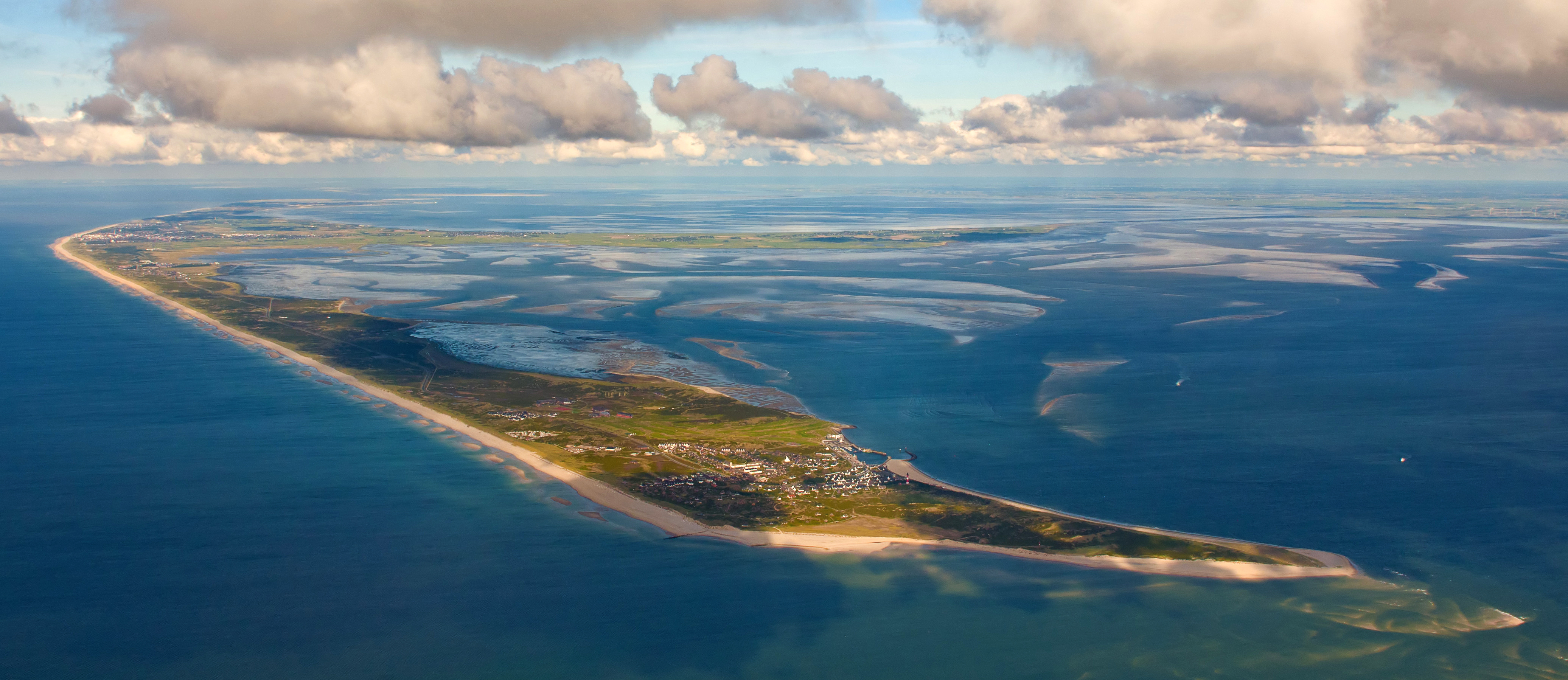
Sylt
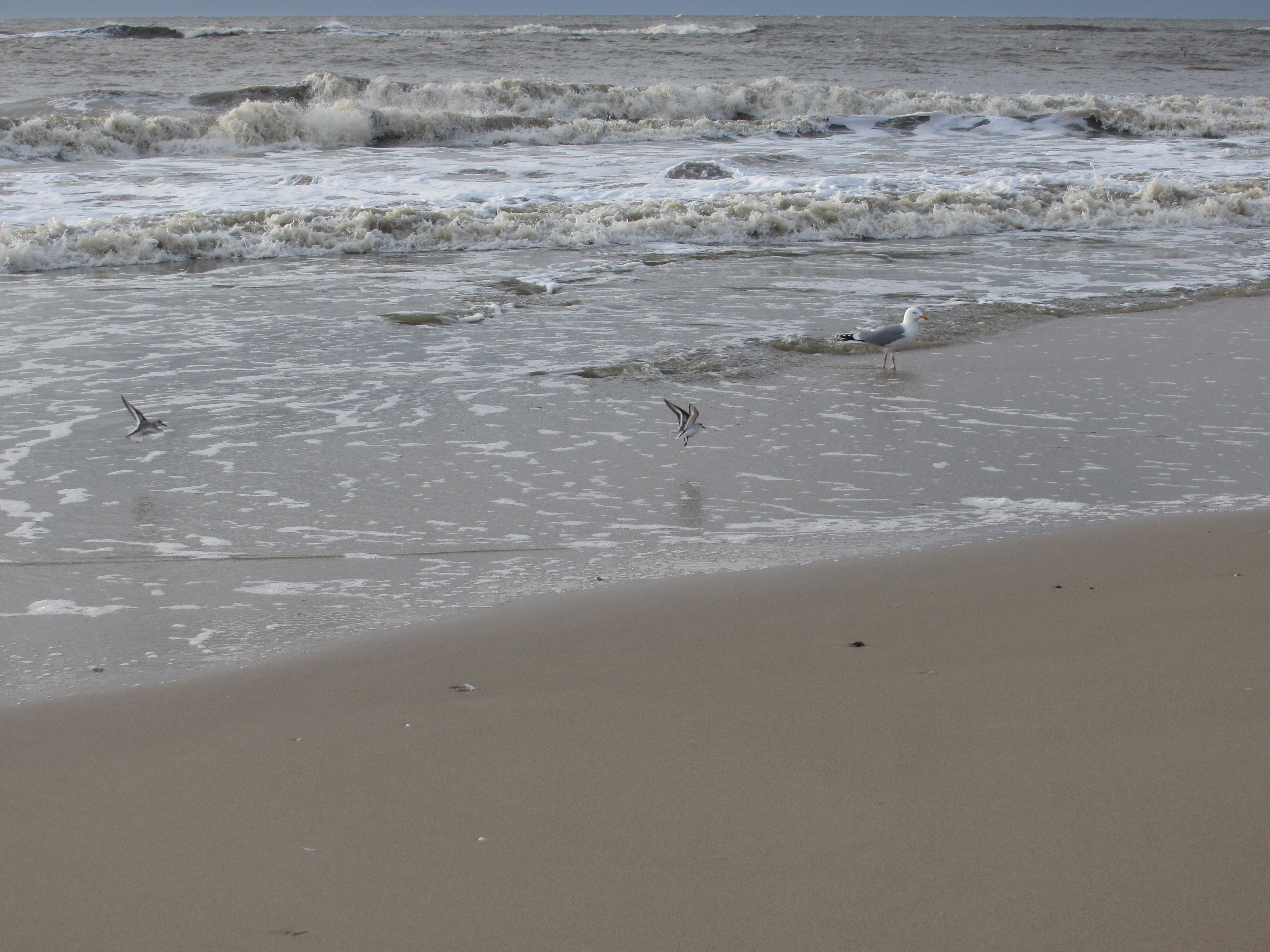
Sylt, a tengerpart madárvilága
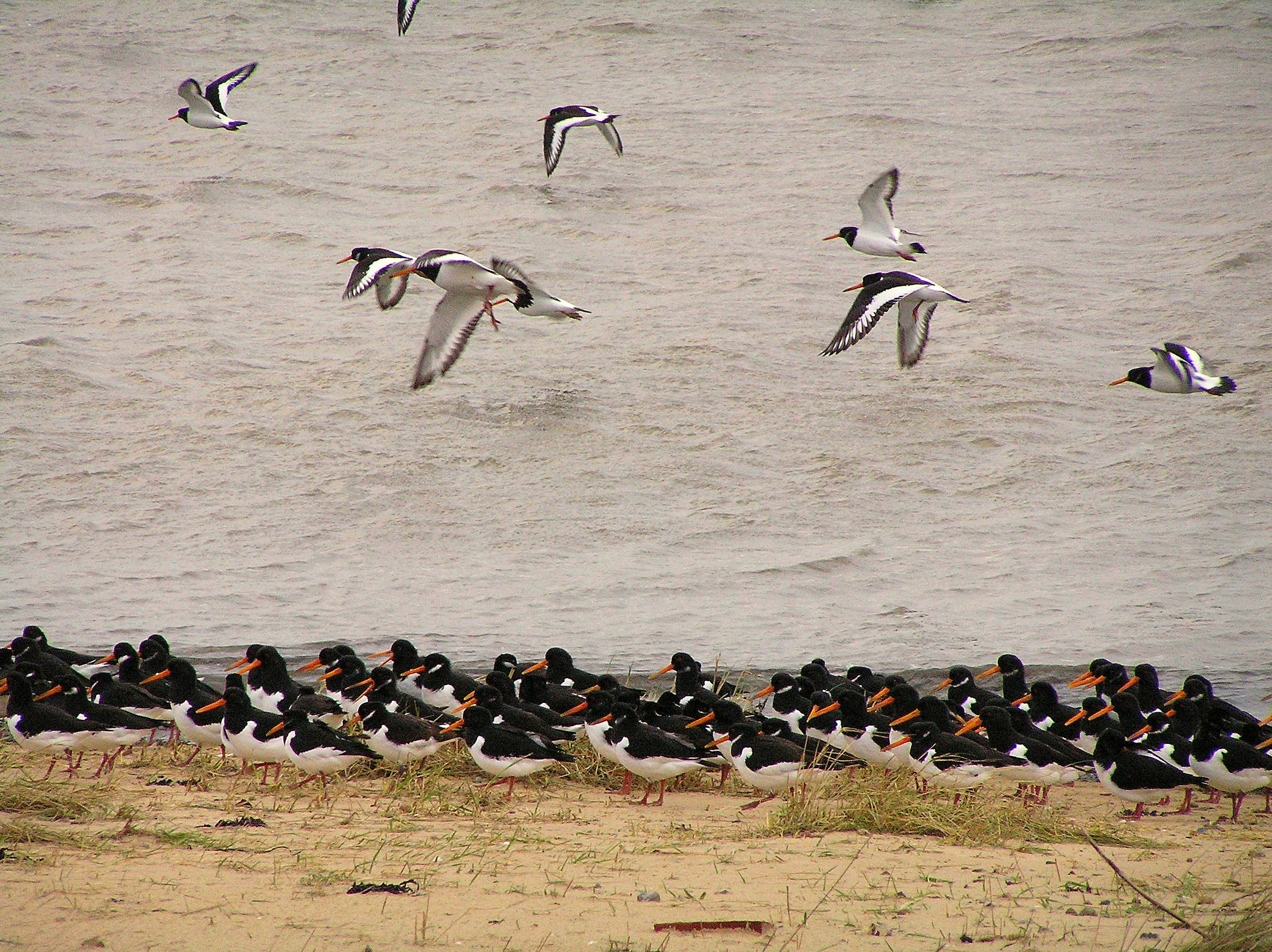
Amrum, madárparadicsom a Watt-tenger szélén
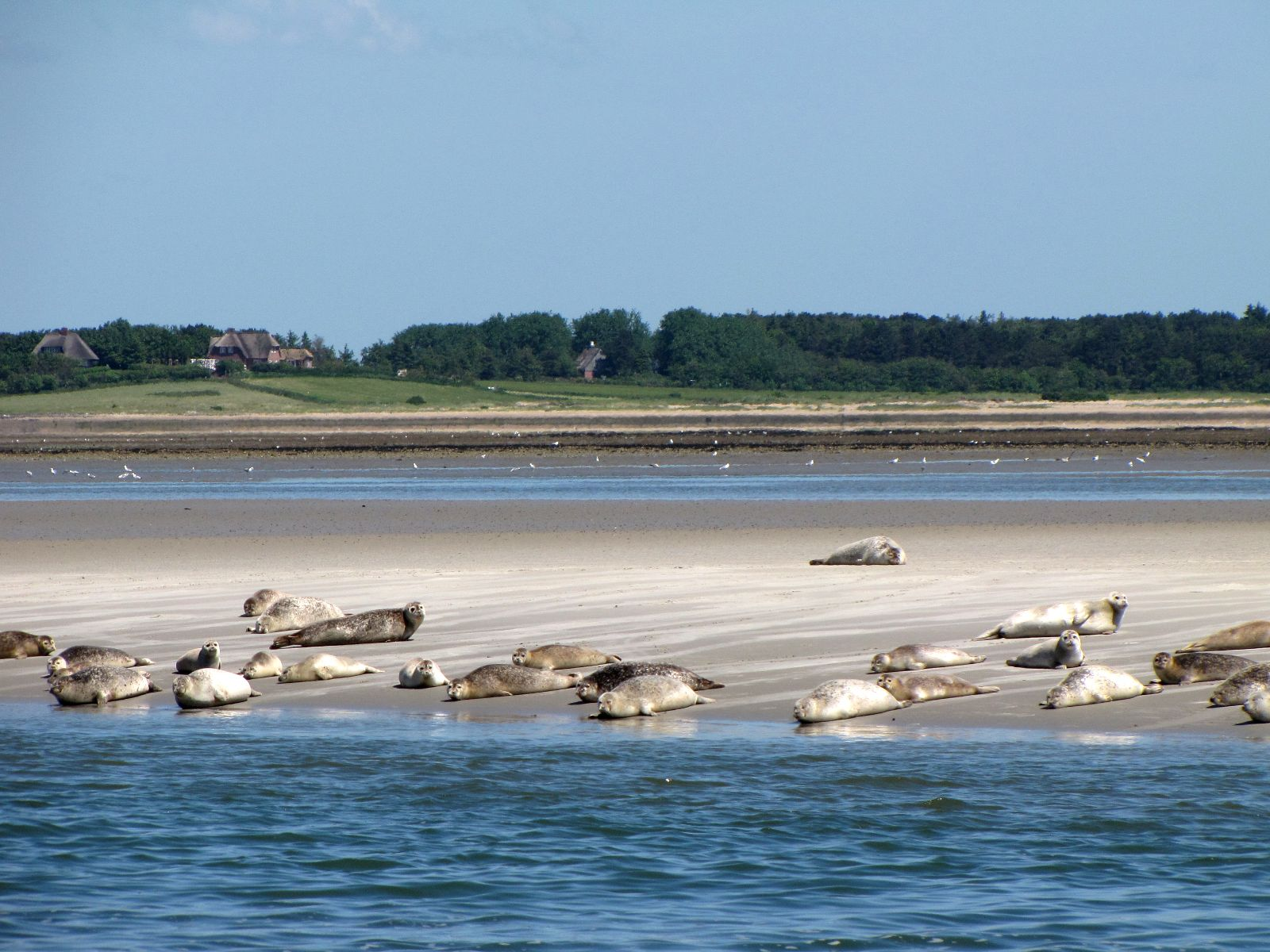
Amrum, fókák
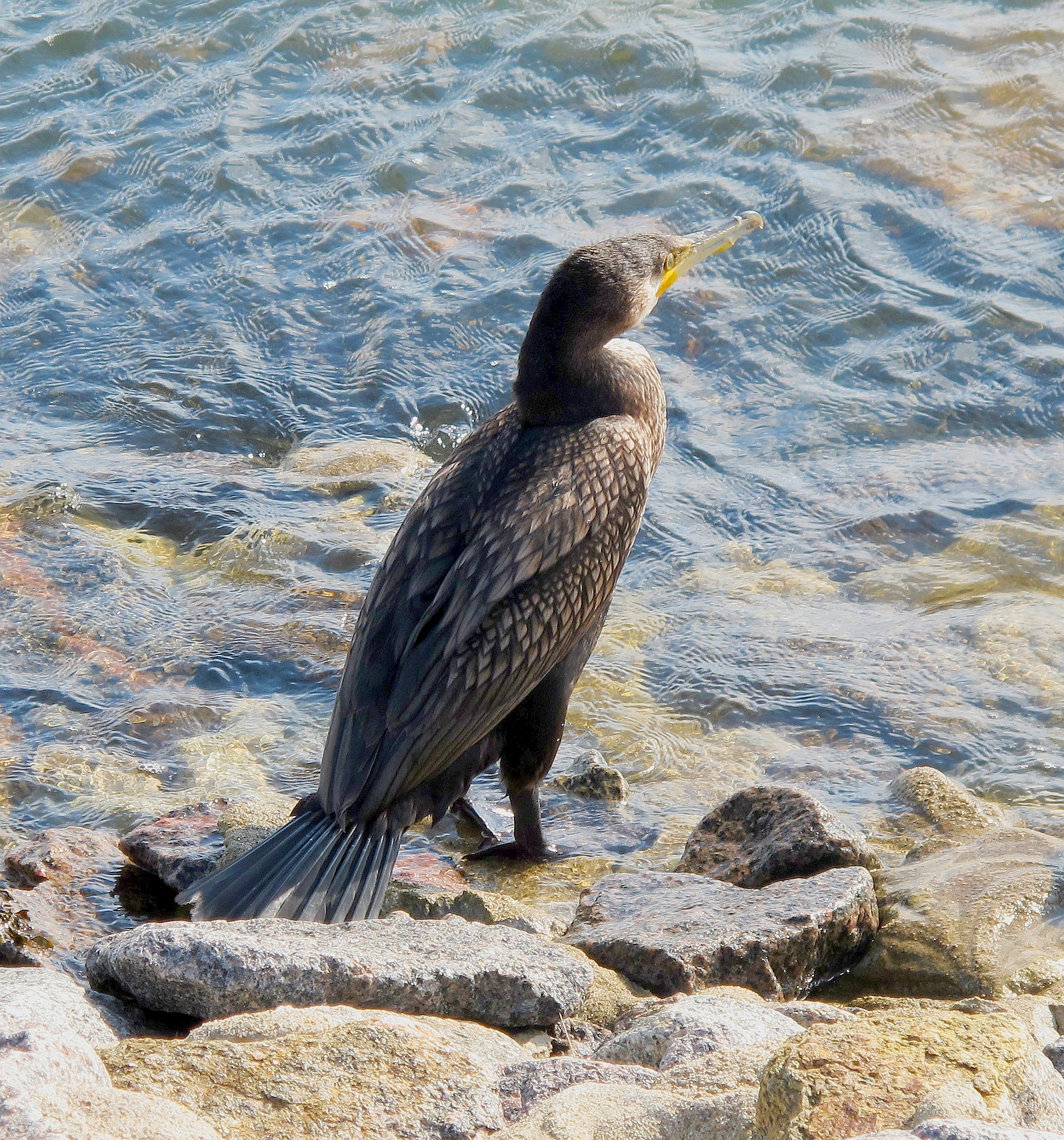
Föhr, kormorán
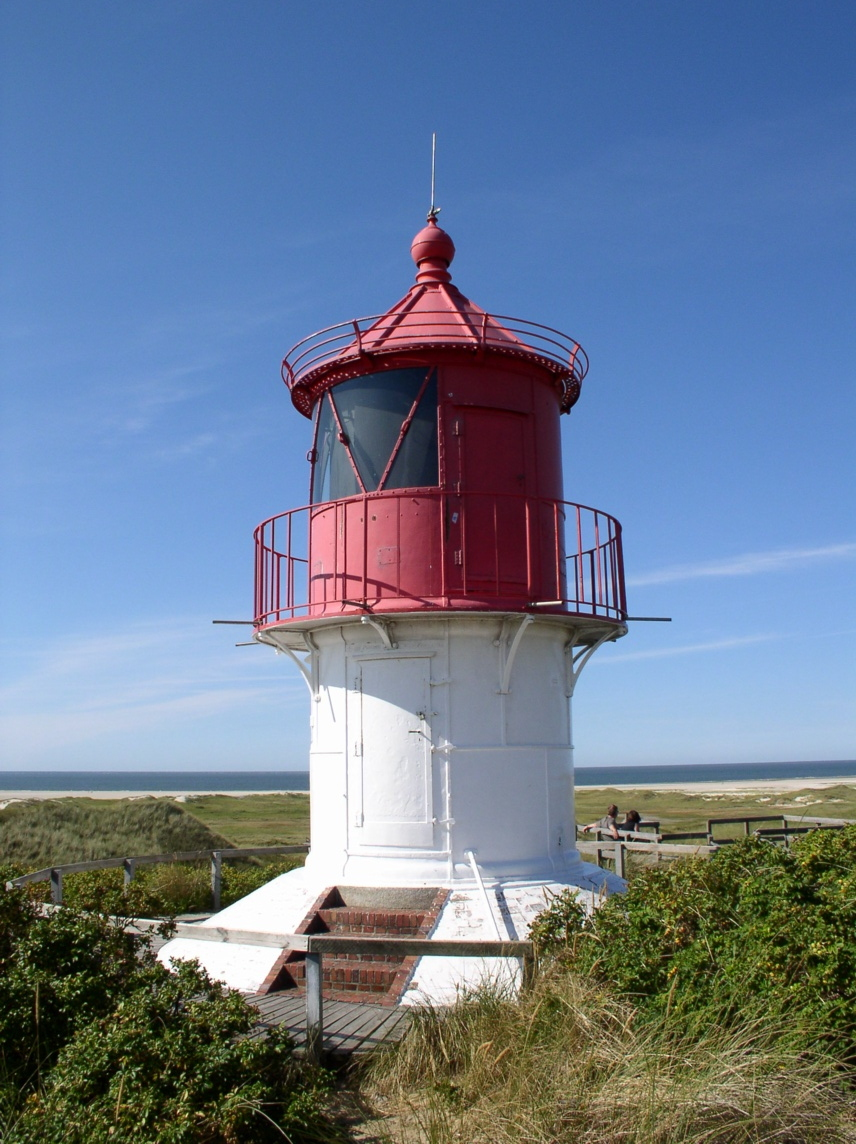
Norddorf, világítótorony
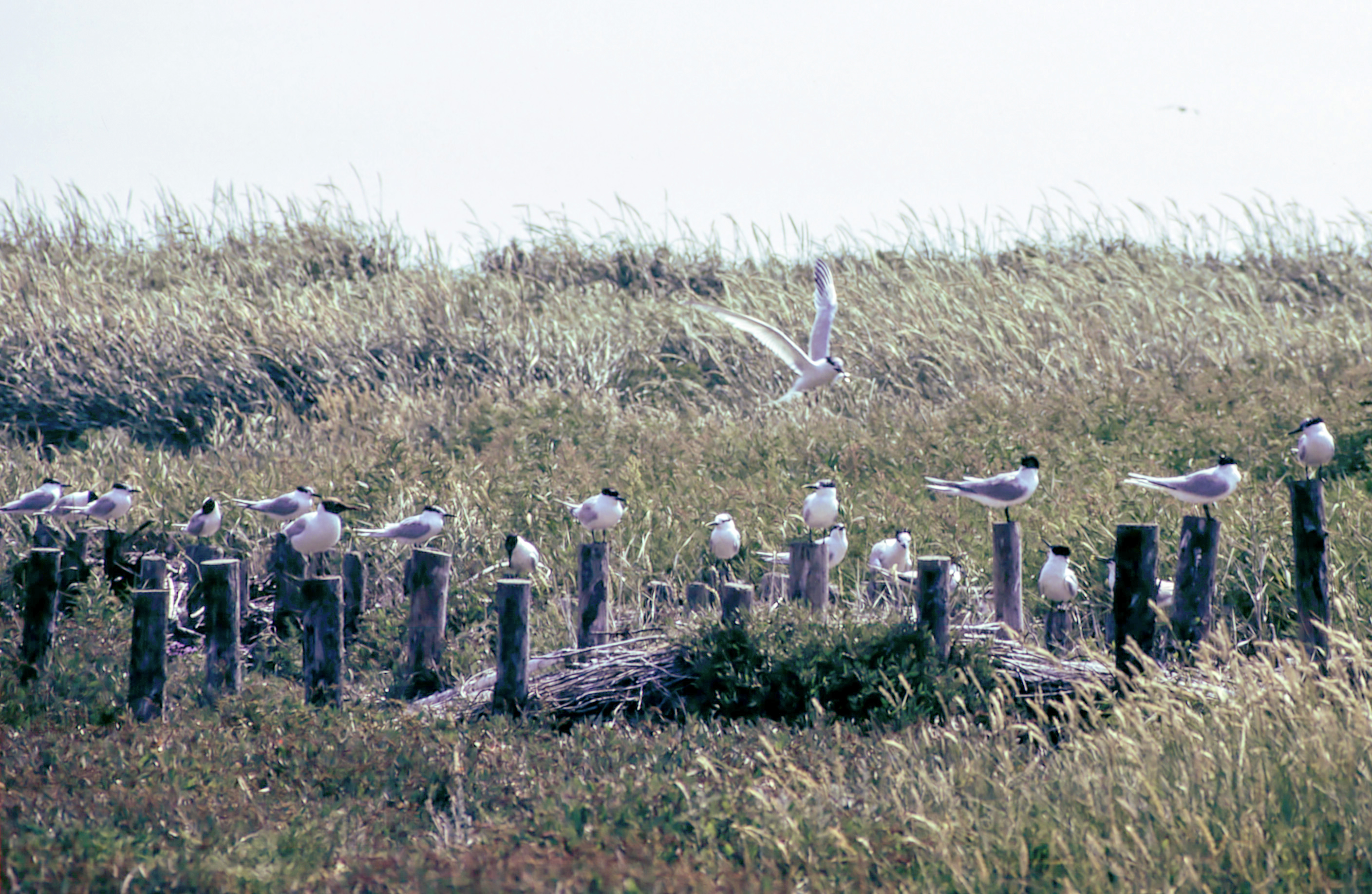
Norderoog, sirályok
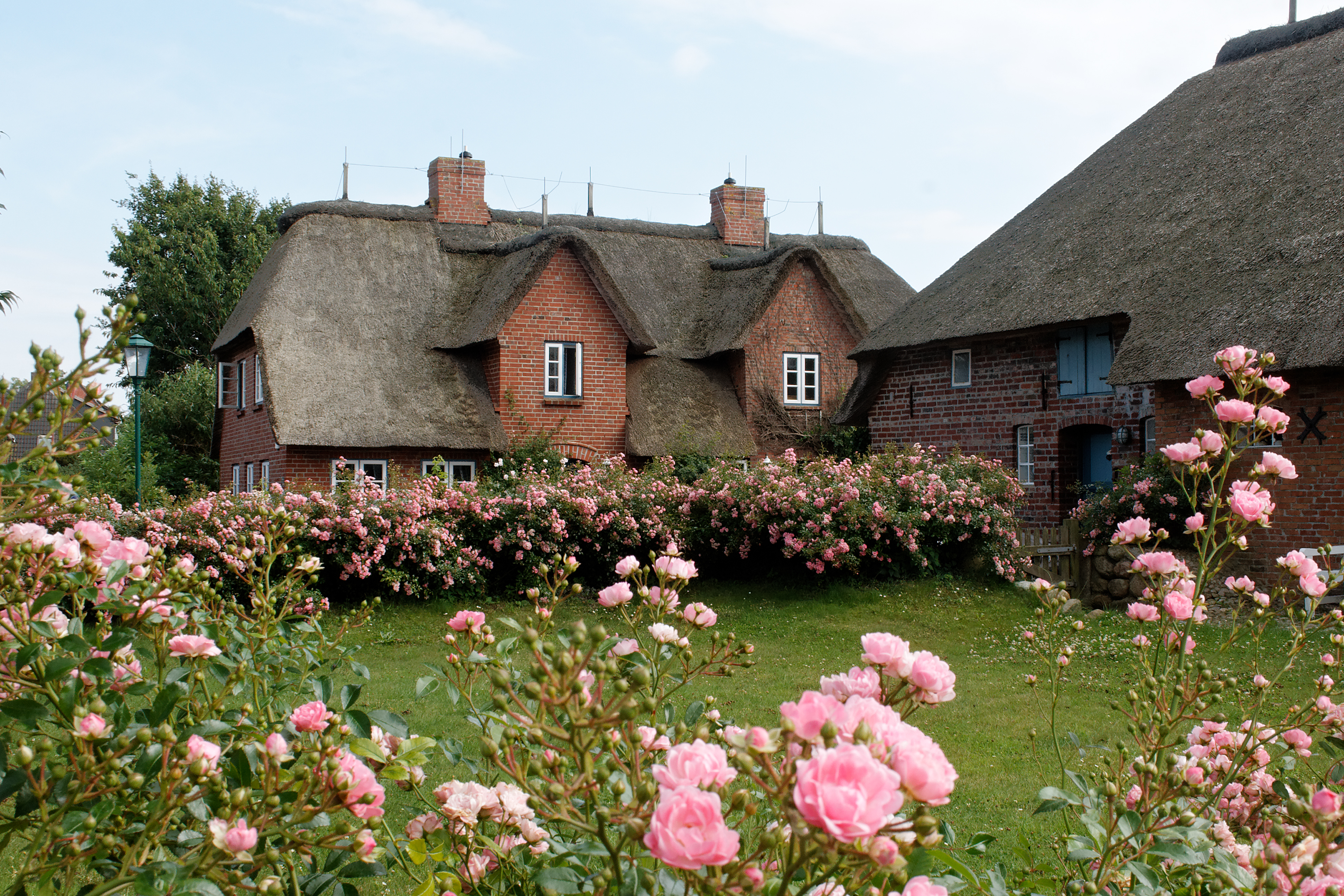
Oevenum
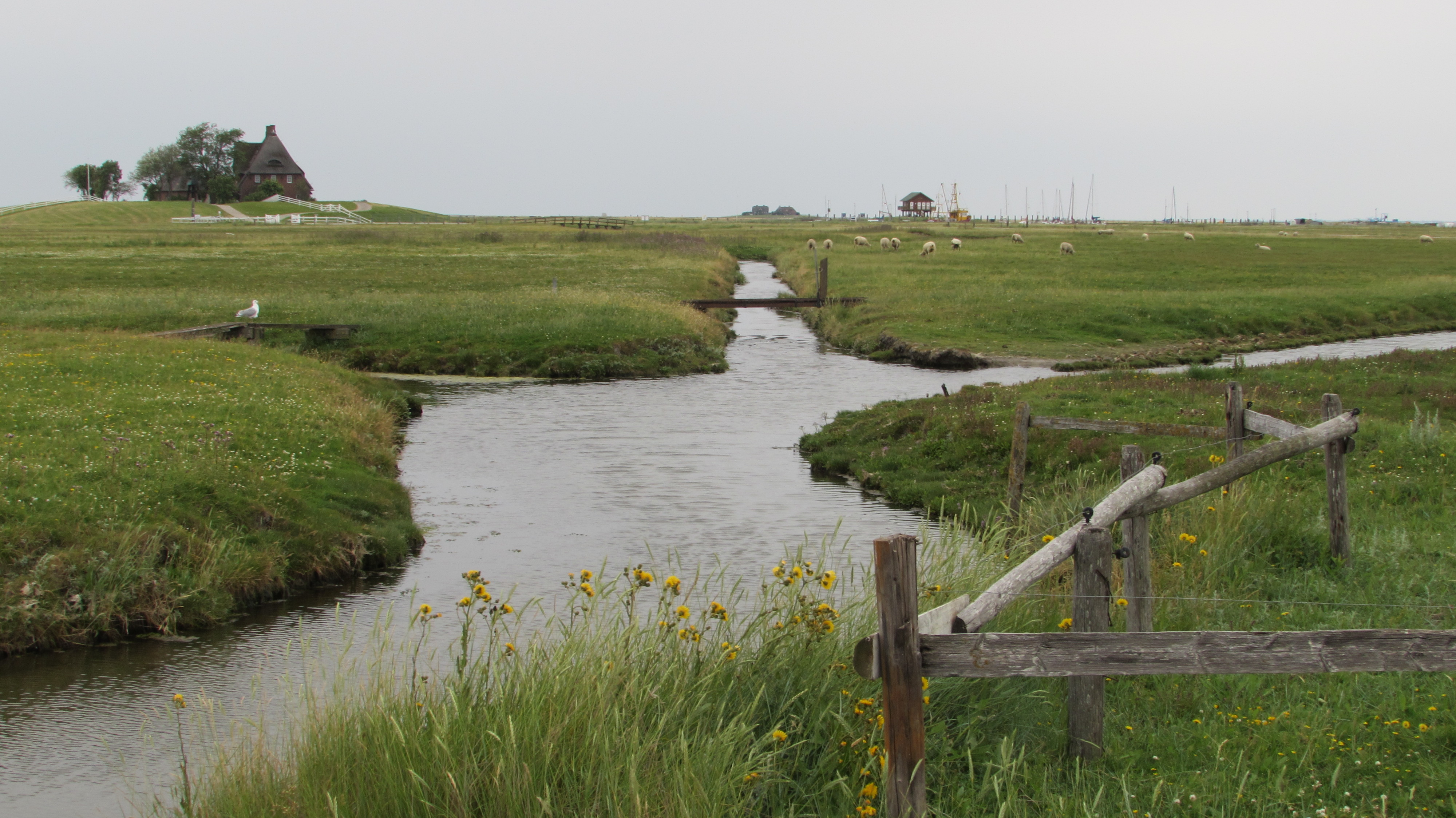
Hallig Hooge